# Beautiful World
Beautiful World é o quarto álbum de estúdio do grupo pop britânico Take That. O álbum foi lançado em novembro de 2006, e foi o primeiro álbum de estúdio novo da banda em 11 anos. O primeiro single do álbum, "Patience", ganhou no BRIT Awards 2007 o prêmio de "Melhor Single Britânico" e o segundo single "Shine" ganhou o mesmo prêmio no Brit Awards 2008, um ano depois.
O álbum que Take That descrevem como "um retrocesso para os anos 90, mas com um toque moderno". Beautiful World é o seu primeiro álbum em que cada membro da banda canta os vocais em pelo menos uma canção. O álbum foi número um na Irlanda e no Reino Unido e foi muito bem recebida de forma crítica. Até o momento o álbum já vendeu mais de 4 milhões de cópias em todo o mundo (incluindo 2.820.079 só no Reino Unido em julho de 2011). O álbum foi o segundo mais vendido de 2006 no Reino Unido, depois de apenas estar à venda por um mês. O álbum também foi o álbum mais vendido de 2007 4, e 33 mais vendidos de 2008. O álbum foi certificado como 8x Platina no Reino Unido, e é atualmente o 35º álbum mais vendido na história da música britânica. Também é atualmente maior gravação de boy band mais vendida no Reino Unido. O álbum tem atualmente gastos 337 semanas nas paradas.

## Recepção da crítica
| Críticas profissionais | Críticas profissionais |
| Avaliações da crítica  | Avaliações da crítica  |
| Fonte                  | Avaliação              |
| ---------------------- | ---------------------- |
| BBC Music              | (positivo)             |
| allmusic               | [ 8 ]                  |
| Digital Spy            | [ 9 ]                  |
| Entertainment.ie       | [ 10 ]                 |

Duas semanas antes do lançamento oficial de Beautiful World no Reino Unido, o iTunes britânico fez o álbum disponível para pré-encomenda. Ele imediatamente disparou na lista Top Albums da loja de música on-line, atingindo um máximo de número 1 no dia do lançamento. Em dezembro de 2006, o Take That se tornou o único ato para garantir uma posição # 1 na parada de download, de álbuns britânicos, de singles, de airplay e de vídeo. O álbum recebeu recepção positiva esmagadora de toda a mídia, todos elogiando a nova direção musical que Take That tinha tomado.

## Faixas
| Edição standard |                                 |                         |         |  |
| N.º             | Título                          | Compositor(es)          | Duração |  |
| 1.              | "Reach Out"                     | Take That, John Shanks  | 4:16    |  |
| 2.              | "Patience"                      | Take That, Shanks       | 3:22    |  |
| 3.              | "Beautiful World"               | Take That, Steve Robson | 4:25    |  |
| 4.              | "Hold On"                       | Take That, Shanks       | 3:56    |  |
| 5.              | "Like I Never Loved You at All" | Take That, Shanks       | 3:44    |  |
| 6.              | "Shine"                         | Take That, Robson       | 3:31    |  |
| 7.              | "I'd Wait for Life"             | Take That               | 4:33    |  |
| 8.              | "Ain't No Sense in Love"        | Take That, Billy Mann   | 3:51    |  |
| 9.              | "What You Believe In"           | Take That, Anders Bagge | 4:32    |  |
| 10.             | "Mancunian Way"                 | Take That, Eg White     | 3:48    |  |
| 11.             | "Wooden Boat"                   | Take That, Mann, Shanks | 3:03    |  |
| 12.             | "Butterfly " (faixa escondida)  | Take That, Shanks       | 3:45    |  |

| Faixa bônus japonesa |                         |                  |         |  |
| N.º                  | Título                  | Compositor(es)   | Duração |  |
| 13.                  | "6 in the Morning Fool" | Take That, White | 3:37    |  |

| Faixas bônus da "Tour Souvenir Edition" |                     |                     |         |  |
| N.º                                     | Título              | Compositor(es)      | Duração |  |
| 13.                                     | "Beautiful Morning" | Take That, Ben Mark | 3:37    |  |
| 14.                                     | "We All Fall Down"  | Take That, Shanks   | 3:37    |  |
| 15.                                     | "Rule the World"    | Take That           | 4:58    |  |

| DVD bônus da "Tour Souvenir Edition" |                                                                   |         |  |
| N.º                                  | Título                                                            | Duração |  |
| 1.                                   | "Patience" (vídeo)                                                | 3:22    |  |
| 2.                                   | "Shine" (vídeo)                                                   | 3:31    |  |
| 3.                                   | "I'd Wait for Life" (vídeo)                                       | 4:33    |  |
| 4.                                   | "Rule the World" (vídeo)                                          | 4:58    |  |
| 5.                                   | "The Making of Beautiful World" (bastidores da gravação do álbum) |         |  |

## Certificações
| País              | Certificação |
| ----------------- | ------------ |
| Dinamarca (IFPI)  | Platina      |
| Alemanha (BVMI)   | Platina      |
| Irlanda (IRMA)    | 2× Platina   |
| Itália (FIMI)     | Ouro         |
| Suíça (IFPI)      | Ouro         |
| Reino Unido (BPI) | 8× Platina   |
| Europa (IFPI)     | 2× Platina   |

## Desempenho nas paradas
| Parada (2006)                   | Posição mais alta |
| ------------------------------- | ----------------- |
| Australian ARIA Albums Chart    | 32                |
| Austria Top 40                  | 8                 |
| Belgium Albums Chart (Flanders) | 62                |
| Danish Albums Chart             | 2                 |
| Dutch Albums Chart              | 33                |
| German Albums Chart             | 2                 |
| Hungary Album Chart             | 7                 |
| Irish Albums Chart              | 1                 |
| Italian Albums Chart            | 25                |
| Norwegian Albums Chart          | 34                |
| Spanish Albums Chart            | 16                |
| Swedish Albums Chart            | 40                |
| Swiss Albums Chart              | 6                 |
| UK Albums Chart                 | 1                 |

| Parada (2006)        | Posição mais alta |
| -------------------- | ----------------- |
| Swiss Albums Chart   | 94                |
| UK Albums Chart      | 2                 |
| Parada(2007)         | Posição mais alta |
| German Albums Chart  | 54                |
| Irish Albums Chart   | 10                |
| Italian Albums Chart | 81                |
| Swiss Albums Chart   | 88                |
| UK Albums Chart      | 4                 |
| Parada (2008)        | Posição mais alta |
| UK Albums Chart      | 33                |
| Parada (2009)        | Posição mais alta |
| UK Albums Chart      | 57                |
| Parada (2010)        | Posição mais alta |
| UK Albums Chart      | 162               |

| Precedido por The Love Album de Westlife Doing It My Way de Ray Quinn | Álbuns número um na UK Albums Chart 3 de dezembro de 2006 – 13 de janeiro de 2007 25 de março de 2007 – 7 de abril de 2007 | Sucedido por Back to Black de Amy Winehouse Because of the Times de Kings of Leon |
| Precedido por The Love Album de Westlife                              | Álbuns número um no Irish Albums Chart 1 de dezembro de 2006 – 10 de janeiro de 2007                                       | Sucedido por Back to Black de Amy Winehouse                                       |

## Histórico de lançamento
| País           | Data                   | Selo                    | Formato  | Nº de catálogo |
| -------------- | ---------------------- | ----------------------- | -------- | -------------- |
| Reino Unido    | 27 de novembro de 2006 | Polydor                 | CD       | 1715551        |
| Taiwan         | 27 de novembro de 2006 | Universal International | CD       | U171651-0      |
| China          | 27 de novembro de 2006 | Universal International | CD       | TY0191C        |
| Japão          | 27 de novembro de 2006 | Universal International | CD       | UICP-1078      |
| Estados Unidos | 4 de dezembro de 2006  | Universal               | CD       | –              |
| Reino Unido    | 12 de novembro de 2007 | Polydor                 | CD + DVD | 1747133        |
| Brasil         | Março de 2007          | Universal Music         | CD       | 60251716510    |